# Старозбур'ївський акацієвий ліс
Старозбур'ївський акацієвий ліс — заповідне урочище місцевого значення. Об'єкт розташований на території Голопристанського району Херсонської області, с. Стара Збур'ївка, південно-східна околиця .
Площа — 14 га, статус отриманий у 1983 році.